# مأموریت: غیرممکن (مجموعه تلویزیونی ۱۹۸۸)
مأموریت: غیرممکن (انگلیسی: Mission: Impossible) یک مجموعهٔ تلویزیونی آمریکایی است که در سال ۱۹۸۸ منتشر شد و ادامه‌ای بر سریال محبوب مأموریت: غیرممکن (بالاتر از خطر) بود. تنها هنرپیشه‌ای که از سریال نخست به‌عنوان بازیگر ثابت در این مجموعهٔ جدید نقش‌آفرینی کرد پیتر گریوز بود و گرگ موریس و لیندا دی جرج تنها به‌عنوان بازیگر میهمان در آن ظاهر شدند. شرکت سرگرمی خانگی پارامونت دی‌وی‌دی این مجموعه را با کد منطقه‌ای ۱ منتشر کرده است.

## گزیدهٔ بازیگران

### اصلی
- پیتر گریوز
- تیئو پنگلیس
- آنتونی همیلتون
- فیل موریس
- تری مارک‌ول
- جین بادلر
- باب جانسون

### میهمان
- گرگ موریس
- لیندا دی جرج
- گرانت کولیر
- جان دی لانسی
- پارکر استیونسون
- جیمز شیگتا
- مایکل پتی
- باربارا لونا
- جین بادلر
- مود آدامز
- میچل رایان
- پائولا کلی
- آلبر سلمی
- الکس کورد